# ديك آدامز
ديك آدامز (بالإنجليزية: Dick Adams)‏ هو نقابي وسياسي أسترالي، ولد في 29 أبريل 1951 في لاونسستون في أستراليا. حزبياً، نشط في حزب العمال الأسترالي. وقد انتخب عضو مجلس نواب تسمانيا عن دائرة Division of Franklin (state) ‏ (18 يوليو 1979 – 15 مايو 1982) وانتخب عضو مجلس النواب الأسترالي عن دائرة Division of Lyons ‏ (13 مارس 1993 – 7 سبتمبر 2013).